# 斯蒂芬·賽德納維
斯蒂芬·賽德納維（法語：Stéphane Sednaoui，是著名的法美雙籍攝影師、導演和製片人。
近三十年來，他在電影與攝影領域里的探索包括音樂影片、人像攝影、時尚攝影等。他目前的工作方向為藝術和電影創作。
作為音樂影片導演，他的作品包括許多著名的MTV短片，例如嗆辣紅椒合唱團（Red Hot Chili Peppers）的”Give It Away" ,Massive Attack的"Sly"，U2乐队的"Mysterious Ways"，比约克（Björk）的"Big Time sensuality"，麥當娜（Madonna）的"Fever"等。Palm Pictures于2005年出版了DVD《Stéphane Sednaoui 導演作品集》（The Work of Director：Stéphane Sednaoui）。
作為攝影師，他的作品紀錄了重要的歷史事件，比如1989年羅馬尼亞革命，九一一袭击事件等。他與義大利版《Vogue》和中國版的《Vogue服饰与美容》、《名利場》杂志、《紐約時報雜誌》、《Modern Weekly周末画报》《Numéro》、《Interview》、《Visionaire》等有長期的合作，為他們提供人像和時尚攝影作品。 
2008年以來，Sednaoui将他的工作中心放在艺术创作上，他的作品在紐約、巴黎、北京，上海等地展出。目前（2014年），他的第一部故事片电影正在筹备中。

## 經歷
Stéphane Sednaoui 從未接受過正式的攝影和導演訓練，也沒有做過攝影師助理。他在與不同的藝術家合作的過程中，逐漸形成了自己的视觉风格。18歲時，他為廣告活動做過選角導演，隨後走到相機前，為让-保罗·高缇耶（Jean-Paul Gaultier）做了两年代言模特（1982－1984年)。在這之後，他為史蒂文·梅塞（Steven Meisel）、彼得·林德伯格（Peter Lindbergh）、威廉姆·克萊因（William Klein）等攝影師及安迪 ·沃霍爾（Andy Warhol）等藝術家擔任模特。21歲時， 他為威廉姆·克萊因（William Klein）導演的劇情式記錄片《法國時尚》（Mode in France）（1985年）擔任選角導演，威廉姆·克萊因成為了他日後的導師。在22歲時（1985年），他涉足了舞蹈界，在法國編舞家芮琴·肖畢諾（Régine Chopinot）的舞蹈團中為她的作品 “服裝秀”（Le defilé）擔任舞者。
年輕的 Sednaoui詳細地記錄了這些經歷，其中的一些作品出現在近年的展覽中：他拍攝的肖畢諾舞蹈的照片于2007年在巴黎裝飾藝術博物館展出，他和威廉姆·克萊因的合作經歷則刊登在2009年的法國當代藝術雜誌《Paradis》上。

### 家庭
Stéphane Sednaoui 的母親亞尼科·摩裡索（Yannick Morisot）是知名攝影經紀人，他的姨媽是法美雙籍畫家艾弗裡·摩裡索（Evelyne Morisot），他的姨父是爵士音樂家大衛·厄爾·詹森（David Earle Johnson）。他是著名演員Elisa Sednaoui的表兄。
Stéphane Sednaoui 現生活於巴黎和紐約兩地。

## 攝影生涯

### 人像攝影
Sednaoui最早的人像攝影工作始于1985年，時年21歲的他受邀為英國的《Tatler》雜誌拍攝人像，之後又受邀為法國報紙《解放報》（libération）工作。在那之後，他和多家雜誌有過合作，包括美國的《名利場》（Vanity Fair）、《紐約時報雜誌》（The New York Times Magazine）、《訪問》（Interview）和法國的《世界報》（Le Monde）。他偏愛與擁有強烈個性的藝術家合作，比如夏洛特·甘斯柏格（Charlotte Gainsbourg）、寇特妮·洛芙（Courtney Love）、希拉里·斯旺克（Hilary Swank）、莎瑪·海耶克（Salma Hayek）、比約克(Björk)、 蘇菲亞·柯波拉（Sophia Coppola）、羅伯特·米切姆（Robert Mitchum）和哈維爾·巴登（Javier Bardem）等人 。

### 時尚攝影
22歲時，當時為義大利雜誌《Per Lui》主編的弗蘭卡·索薩尼（Franca Sozzani）給了Sednaoui第一份時尚攝影的任務（1986年）：為《Per Lui》拍攝照片。Sednaoui的首次時尚攝影嘗試彰顯活力，不時以卡通風格為表現手法，在當時的時尚攝影圈中獨樹一幟。2000年以來（在他擁有豐富的MV音樂电影導演經驗之後），電影化的摄影风格在他的作品中逐步彰显，這自然是受到了他作為MV導演的工作的影響。弗蘭卡·索薩尼之後又邀請Sednaoui為義大利《Vogue》拍攝照片，之後Sednaoui與義大利《Vogue》經常合作。目前他定期為法國的《 Numéro》、中國版《Vogue》和《访问》（Interview）等雜誌拍攝作品。

### 流行文化攝影
1988開始，Sednaoui為標誌性的流行文化雜誌《The Face》和安妮·弗蘭德（Annie Flanders）的《Details》雜誌(創刊時是一本地下雜誌) 提供摄影作品，這為他日後的藝術生涯奠定了基石。在《時尚英雄》（Fashion Heros）系列中[，他將人物形象手工剪貼及重新攝影， 这些人物包括設計師让-保罗·高缇耶（Jean-Paul Gaultier）、Azzedine Alaia和薇薇安·魏斯伍德（Vivienne Westwood）等人，以及當時知名的幾位模特。這個系列創造出一部史詩般的超級英雄歷險記。同時Stéphane Sednaoui開始為比約克（Björk)、Les Rita Mitsouko，米克·賈格爾(Mick Jagger)和麥當娜（Madonna）等藝術家創作視覺圖片和唱片封面。他充滿活力的風格數將他帶入MV音乐電影的導演之旅。

### 新聞攝影
Sednaoui的新聞攝影作品多次記錄了重大歷史事件。比如法國《解放報》（libération）的法國大革命兩百周年紀念特刊照片，記錄1989年羅馬尼亞革命的作品（發表于法國《解放報》和英國的《Arena》雜誌）。
在2011紐約九一一袭击事件中，Stéphane Sednaoui申請加入搜救倖存者的志願者隊伍。他拍攝的世貿中心原爆點Grand Zero救援工作的照片系列發表于《Talk》雜誌並成為《解放報》（Liberation）的特刊封面 。2011年9月，《時代雜誌》（Time Magazine）將他拍攝的世貿遺址的照片刊登于杂志网站Time Lightbox。

### 藝術作品
2001年以來，Sednaoui在紐約、巴黎、北京今日藝術館、上海當代藝術博物館等地舉辦了個人藝術展覽或參與了集體藝術展。

## 电影生涯

### MV音樂影片
1990年以來，Sednaoui幾乎將全部精力投入導演工作。他將他的攝影師視角延續至MV音樂影片中。1990年在法國為NTM樂隊拍攝“Le Monde de demain”受人矚目後，他移居美國，1991為嗆辣紅椒合唱團（Red Hot Chili Peppers）樂隊拍攝的“Give it away“獲得1992年MTV Award大獎。之後他的眾多作品在MTV音樂錄影帶(MTV Video Music Awards)獲獎或被提名，其中包括U2樂隊的“Mysterious Ways”，碎南瓜樂隊(The Smashing Pumpkins)的"Today"。 比約克（Björk）的“Big Time Sensuality”。 Youssou N’Dour & Neneh Cherry 的“7 Seconds”，垃圾合唱团（Garbage）的“Queer”。Tricky的“Hell Is Round the Corner”。艾拉妮絲·莫莉塞特(Alanis Morissette)的“Possibly Maybe”，MC Solaar的“Le Nouveau Western”。
2005年DVD 《Stéphane Sednaoui 導演作品集》（The Work of Director：Stéphane Sednaoui） 。該DVD為Directors Label 系列的第7部。 該系列收錄了90年代最俱創意的MV導演的作品，這些導演包括斯派克·琼斯(Spike Jonze)，米歇爾·龔德里（Michel Gondry），Anton Gorgijn， Jonathan Glazer， Chris Cunningham，Mark Romanek等。

### 電影短片
- “Acqua Natasa” (導演、製片) (2002年)
- “Walk On the Wild Side”(導演、製片) (2005年)，基於卢·瑞德歌曲（Lou Reed）“Walk on the Wild Side”的10分鐘短片
- “Army of Me” (導演、製片) (2005年)，基於比約克(Björk)歌曲“Army of Me”的動畫短片
- “妙之异境”(Miaoshao et le Minotaure)(導演)(2012)，由演員周冬雨和Niels Schneider共同出演的電影短片。

### 音樂影片作品列表
- 1990 - "Le monde de demain" ，Suprême NTM
- 1991 - "Kozmik"，Ziggy Marley
- 1991 - "Give It Away"，Red Hot Chili Peppers)(嗆辣紅椒合唱團)
- 1991 - "Mysterious Ways"，U2
- 1992 - "Breaking the Girl"，Red Hot Chili Peppers(嗆辣紅椒合唱團)
- 1992 - "Sometimes Salvation"，The Black Crowes
- 1993 - "Way of the Wind" (version 1) ，P.M. Dawn
- 1993 - "Fever"，Madonna(麥當娜)
- 1993 - "Today"， The Smashing Pumpkins(碎南瓜樂隊)
- 1993 - "Big Time Sensuality" ，Björk(比約克)
- 1994 - "Nouveau Western"， MC Solaar
- 1994 - "7 seconds" (version 1) ，Youssou N'Dour & Neneh Cherry
- 1994 - "Sly"， Massive Attack
- 1995 - "Fragile"，Isaac Hayes(艾萨克·海耶斯)
- 1995 - "Queer"， Garbage(垃圾合唱團)
- 1995 - "Fallen Angel"， Traci Lords
- 1995 - "Hell Is Round the Corner" ，Tricky
- 1995 - "Pumpkin"，Tricky
- 1996 - "Here Come the Aliens"，Tricky
- 1996 - "Ironic"，Alanis Morissette
- 1996 - "Whatever You Want"， Tina Turner
- 1996 - "GBI: German Bold Italic"， Towa Tei & Kylie Minogue
- 1996 - "Possibly Maybe"，比約克Björk
- 1996 - "Milk" ，垃圾合唱團Garbage
- 1997 - "Sleep to Dream"，費歐娜·艾波Fiona Apple
- 1997 - "Discothèque" (version 1) ， U2
- 1997 - "Gangster Moderne" ，MC Solaar
- 1997 - "Never Is a Promise"，費歐娜·艾波Fiona Apple
- 1998 - "Thank U"，Alanis Morissette
- 1998 - "Lotus" ，R.E.M.
- 1999 - "I'm Known"， Keziah Jones
- 1999 - "Falling in Love Again"， Eagle-Eye Cherry
- 1999 - "You Look So Fine" ，垃圾合唱團Garbage
- 1999 - "Sweet Child o' Mine"， Sheryl Crow
- 1999 - "Scar Tissue" ， Red Hot Chili Peppers
- 1999 - "For Real" ，Tricky, DJ Muggs等人出演
- 1999 - "Nothing Much Happens"，Ben Lee
- 1999 - "Summer Son"，Texas
- 1999 - "Around the World" ，嗆辣紅椒合唱團Red Hot Chili Peppers
- 1999 - "The Chemicals Between Us" ，Bush
- 2000 - "Mixed Bizness"，Beck
- 2000 - "Tailler la zone"，Alain Souchon
- 2000 - "Let's Ride" ，Q-Tip
- 2000 - "Disco Science"，Mirwais
- 2000 - "I Can't Wait"，Mirwais
- 2001 - "Dream On" ，Depeche Mode
- 2001 - "Little L" ，Jamiroquai
- 2003 - "Anti-matter"， Tricky
- 2009 - "Get It Right" ，YAS

### 作品集
- 《Stéphane Sednaoui 導演作品集》（2005年）（The Work of Director：Stéphane Sednaoui），该DVD为Palm Pictures发行的“Director Label”系列作品的其中一部。

### 外部連結
- Stéphane Sednaoui的官方網站 （页面存档备份，存于）
- 斯蒂芬·賽德納維在互联网电影资料库（IMDb）上的資料（英文）
- The Directors Label 《Stéphane Sednaoui導演作品集》頁面 （页面存档备份，存于）